# Caradrina pulla
Caradrina pulla là một loài bướm đêm trong họ Noctuidae.